# Hydatophylax festivus
Hydatophylax festivus är en nattsländeart som först beskrevs av Luisa Eugenia Navas 1920.  Hydatophylax festivus ingår i släktet Hydatophylax och familjen husmasknattsländor. Inga underarter finns listade i Catalogue of Life.